# جيم غيدز
جيم غيدز (بالإنجليزية: Jim Geddes)‏ هو لاعب كرة قاعدة أمريكي، ولد في 23 مارس 1949 في كولومبوس في الولايات المتحدة.

## وصلات خارجية
- جيم غيدز على موقعبيزبول رفرنس.كوم (الدوري الرئيسي) (الإنجليزية)
- جيم غيدز على موقعبيزبول رفرنس.كوم (الدوري الثانوي) (الإنجليزية)
- جيم غيدز على موقع كلية كرة السلة في سبورتس رفرنس.كوم (الإنجليزية)